# 北帶方
北帶方（韓語：북대방），是存在于公元一世紀的古代朝鲜半岛西部部落国家。
北带方本是竹覃城，前汉设立乐浪郡。后乐浪僭称乐浪国，和带方人建立的带方国。新罗弩礼王四年（27年），带方人与乐浪人被高句丽击败，投靠新罗国。

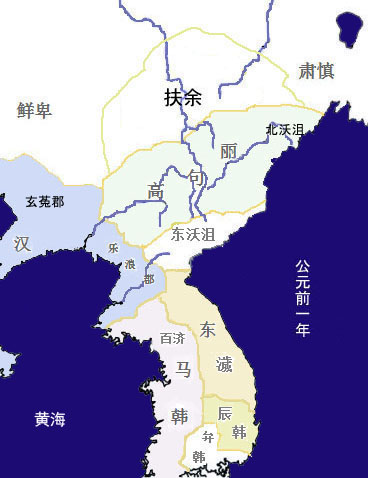
公元前后的朝鮮半島形勢